# Fengari
Fengari ou Saos (grego: Σάος ou Φεγγάρι) é a montanha mais alta da ilha de Samotrácia, na Grécia, com 1611 m de altitude e proeminência. É também a montanha mais alta das ilhas do mar Egeu.
O acesso mais fácil ao topo da montanha Fengari é via o lado norte. No verão, a área pode ser muito enevoada e com neblinas. Nos dias límpidos, pode-se ver muitas ilhas do mar Egeu e a região da Tróade na Ásia Menor, e mesmo a península do monte Atos.